# 리플릿 (소프트웨어)
리플릿(Leaflet)은 웹 매핑 애플리케이션을 빌드하기 위해 사용되는 오픈 소스 자바스크립트 라이브러리이다. 2011년 처음 출시되었으며, HTML5와 CSS3를 지원하고 대부분의 모바일 및 데스크톱 플랫폼을 지원한다. 사용 고객으로는 포스퀘어, 핀터레스트, 플리커가 있다.
리플릿은 GIS 배경 지식이 없는 개발자들이 공용 서버에 호스팅되는 타이틀 웹 맵을 선택적 타일 오버레이와 함께 매우 쉽게 표출할 수 있게 한다. GeoJSON 파일로부터 피처 데이터(feature data)를 로드하고 스타일을 입히고 상호작용 레이어를 만들 수 있다.(예: 클릭할 때 팝업 포함 마커 등)
2013년 맵박스에 들어간 볼로디미르 아가폰킨이 개발하였다.

## 이용
리플릿의 일반적 용도에는 div 등의 HTML 요소에 리플릿 map 요소를 바인딩하는 일이 수반된다. 그 뒤 map 요소에 레이어와 마커가 추가된다.
```
 
// create a map in the "map" div, set the view to a given place and zoom

 
var
 
map
 
=
 
L
.
map
(
'map'
).
setView
([
51.505
,
 
-
0.09
],
 
13
);

 
// add an OpenStreetMap tile layer

 
// Tile Usage Policy applies: https://operations.osmfoundation.org/policies/tiles/

 
L
.
tileLayer
(
'http://{s}.tile.openstreetmap.org/{z}/{x}/{y}.png'
,
 
{

     
attribution
:
 
'&amp;copy; <a href="http://openstreetmap.org/copyright">OpenStreetMap</a> contributors'

 
}).
addTo
(
map
);

```

리플릿의 고유한 기능은 구모양이 아닌 메르카토르 도법으로 지도를 표출하는 것이다.
리플릿 라이브러리 그 자체는 변수 L을 통해 접근이 가능하다.

## 역사
리플릿은 2010년 클라우드메이드 매핑 제공자용 자바스크립트 라이브러리인 웹 맵스 API(Web Maps API)라는 이름으로 시작하였으며 당시 아가폰킨은 클라우드메이드에서 종사하였다. 2011년 5월 클라우드메이드는 리플릿의 최초판을 발표하였는데 이는 구 API 코드의 일부를 이용하되 처음부터 새로 만든 라이브러리이다.
- 0.1: 2011년 5월 17일
- 0.2: 2011년 6월 18일
- 0.3: 2012년 2월 14일
- 0.4: 2012년 7월 30일
- 0.5: 2013년 1월 17일
- 0.6: 2013년 6월 26일
- 0.7: 2013년 11월 22일
- 1.0: 2016년 9월 27일
- 1.1: 2017년 6월 27일
- 1.2: 2017년 10월 25일
- 1.3: 2018년 1월 15일
- 1.3.2: 2018년 7월 17일
- 1.3.3: 2018년 7월 18일
- 1.3.4: 2018년 8월 21일
- 1.4.0: 2018년 12월 30일
- 1.5.0 및 1.5.1 : 2019년 5월 8일
- 1.6.0: 2019년 11월 17일
- 1.7.1 : 2020년 9월 4일
- 1.8: 2022년 4월 18일
- 1.9: 2022년 9월 22일[7]